# 폴란드의 대외 관계
이 본문은 폴란드의 대외 관계에 대한 설명이며, 폴란드는 중동부 유럽에 있어서의 지정학적 위치 및 국가적 규모(인구 4,000만명)를 최대한 활용하여 균형자적 역할을 꾀하고, NATO 및 EU의 최동부 국경선 유지, 동부 접경국(벨라루스, 우크라이나)의 대 러시아 완충지역화를 시도하고 있다.
동유럽 및 중부유럽 국가들 중에서는 상당한 친미 성향을 보이고 있다. 과거 공산주의 국가였을 때와는 달리, 공산주의 정권이 무너진 후에는 일찌감치 미국과 긴밀한 관계를 이어 오고 있다.

## 각국과의 대외 관계
| 국기                   | 수교   | 관계 |
| ---------------------- | ------ | --- |
| 대한민국               | 1989   | 남·북한 동시수교국으로 1948년 북한과 단독수교를 유지해왔으며, 대한민국 정부가 중앙유럽의 구 공산국가들과의 외교를 진행한 1989년 11월 1일에 대한민국과도 수교하였다. |
| 조선민주주의인민공화국 | 1948년 | |
| 중화인민공화국         |        | |
| 러시아                 |        | 폴란드는 러시아에게 두세번 침략을 받았고, 소비에트 연방과 나치 독일이 폴란드를 분할 지배한 적이 있었다. 소비에트 연방이 폴란드를 공산화한 이후에는 소련과 우호적인 관계를 유지하였으나, 지금은 정반대로 러시아를 비판하여 사이가 안 좋다. 당시 2008년 11월 20일에 폴란드의 도날트 투스크 총리는 러시아와의 관계를 복원하자고 발표한 적이 있다. |
| 영국                   |        | 2차대전 때 영국은 폴란드와 동맹으로 폴란드가 나치 독일에게 공격당하자 독일에 선전포고했다. 폴란드 망명정부는 프랑스 파리로 갔다가 파리가 함락되자 영국 런던으로 옮겼다. 현대에는 많은 폴란드 노동자들이 영국에서 일하고 있다. |

### 그 외의 나라와의 관계
오늘날 폴란드는 러시아보다는 친서방 노선을 걷고 있다. 폴란드는 유럽 연합의 회원국이며, 미국 및 각 서방 국가들과도 좋은 관계에 있다. 특히 일리노이주는 미국에서 폴란드인들이 많이 거주하는 지역으로, LOT 폴란드 항공은 001편을 시카고 직항 노선에 부여하고 있다. 또한 미국과의 관계 때문에, LOT 폴란드 항공의 여객기는 거의 보잉의 기종을 운용하고 있다.
이스라엘같은 경우는 이스라엘 정권의 차이마다 호불호가 갈리는 편이다. 가끔 폴란드가 홀로코스트 법 개정을 검토한다는 등, 다수 기이한 반유대주의 논란을 살 만한 기이한 행보를 보이는 경우가 있어, 이스라엘의 세속적인 유대인들은 폴란드랑 거리를 두는 편이지만, 다수 이스라엘 리쿠드 우익 시오니스트 유대인들이나 극우 시오니즘 성향을 지닌 이스라엘 유대인들은, 폴란드의 이런 극우적인 민족성과, 2차대전 시절 나치 독일이나 소비에트 러시아에게 같이 학살당한 동정이 있어서 인지, 독일을 기피하고 폴란드를 선호하는 이스라엘 극우 유대인들이 대다수다.
일본 같은 경우는 19세기 이전 까지만 해도 과거 군사동맹 조약까지 맺으면서 우호적인 관계에 있었으나, 2차대전과 냉전시절을 거치면서부터 사이가 어색해졌다. 물론 오늘날에는 전략적상 동맹국이긴 하다. 하지만 일본이 2차대전 때 폴란드를 침공했던, 나치 독일과 추축국 동맹관계를 체결하고 나서 부터, 나치랑 소련의 폴란드 침공했을때 묵인했으며, 폴란드 국내군 저항군 단체 활동을 하고 있을 때, 폴란드 일부를 점령했던 나치 독일이 독소불가침조약을 파기하고 나머지 폴란드 영토를 점거하고 있었던 소련을 침공한 사실을 침묵했으면, 그 비슷한 시기에 일본이 추축국 편에 서서 진주만 공습을 단행하면서 부터, 사이가 틀어져 버렸다.    
대표적인 우방국으로는 미국, 캐나다, 영국, 그리스, 키프로스 뿐 만 아니라 대한민국이 있다. 특히 1, 2차대전 시절 대한민국과 비슷한 외세에게 찢어지며 박해를 받은 비슷한 과거사를 지닌 폴란드는, 비록 6.25 때는 어쩔 수 없이 소련의 강제 요청으로 북한에게 의료 물품을 지원했었지만, 민주화 후, 6.25 때 북한을 의료지원해서 폴란드가 얻었던 이익이 없었다고, 북한을 힐난하는 발언을 했으며, 이스라엘과 슬로베니아랑 더불어 대한민국을 일본보다 가장 선호하는 친한파 성향인 나라로 꼽힌다. 물론 이스라엘이나 슬로베니아랑 다르게, 지금 아직 독도 표기 논란에 대한 폴란드의 공식 입장은 밝혀 진 바 없지만, 얼마 전 대한민국 독도 단체 "반크"의 폴란드 제품에 욱일기 삭제하라고 항의 요청을 흔쾌히 받아들이고, 욱일기를 폴란드 제품에 삭제한 바 있다.
또한 어떤 폴란드 누리꾼이 올린 지도로, 북한 중국 일본이 반발하면서, 한국 누리꾼들에게 박수 받은 적이 있기도 하다.

## 같이 보기
- 폴란드의 재외공관 목록
- 폴란드 외교부